# Еммануель Ванлюшен
Еммануель Ванлюшен (9 грудня 1992) — бельгійський плавець.
Учасник Олімпійських Ігор 2012, 2016 років.